# Concetta (Vorname)
Concetta ist ein italienischer weiblicher Vorname, abgeleitet, wie im romanischen Sprachraum häufig, von dem Beinamen der Jungfrau Maria „Immacolata Concezione della Vergine Maria“ (Unbefleckte Empfängnis Marias, der Mutter Jesu, das heißt: nicht von der Erbsünde „befleckt“). 
Nach gleichem Muster gebildet wurden die weiblichen Vornamen Annunziata von Maria, der durch den Erzengel Gabriel die Geburt Jesu verkündigt wurde, Dolorosa von Santa Maria dolorosa (Maria die Schmerzensreiche), Assunta von Maria, die leiblich in den Himmel aufgenommen wurde (Mariä Aufnahme in den Himmel). 
Der Namenstag für Concetta ist der 8. Dezember, das Fest Mariä Empfängnis.

## Namensträgerinnen
- Concetta Castilletti (* 1963), italienische Biologin
- Concetta D’Agnese (* 1949), US-amerikanische Film- und Fernsehschauspielerin sowie Musicaldarstellerin
- Concetta Rosa Maria Franconero (1937–2025), US-amerikanische Pop- und Schlagersängerin, siehe Connie Francis
- Concetta Suzanne Kirschner (* 1971), US-amerikanische Rapperin, siehe Princess Superstar
- Concetta Lenza (* 1954), italienische Architekturhistorikerin und Hochschullehrerin
- Concetta Luna (* 1959), italienische Klassische Philologin und Philosophiehistorikerin
- Concetta Russino (* 20. Jh.), italienische Filmschauspielerin
- Concetta Tomei (* 1945), US-amerikanische Film- und Theaterschauspielerin